# Diedrich Wilkens
Diedrich Wilkens (* 11. Oktober 1811 in Bremen; † 9. Mai 1876 in Hemelingen) war ein deutscher Unternehmer.

## Biografie

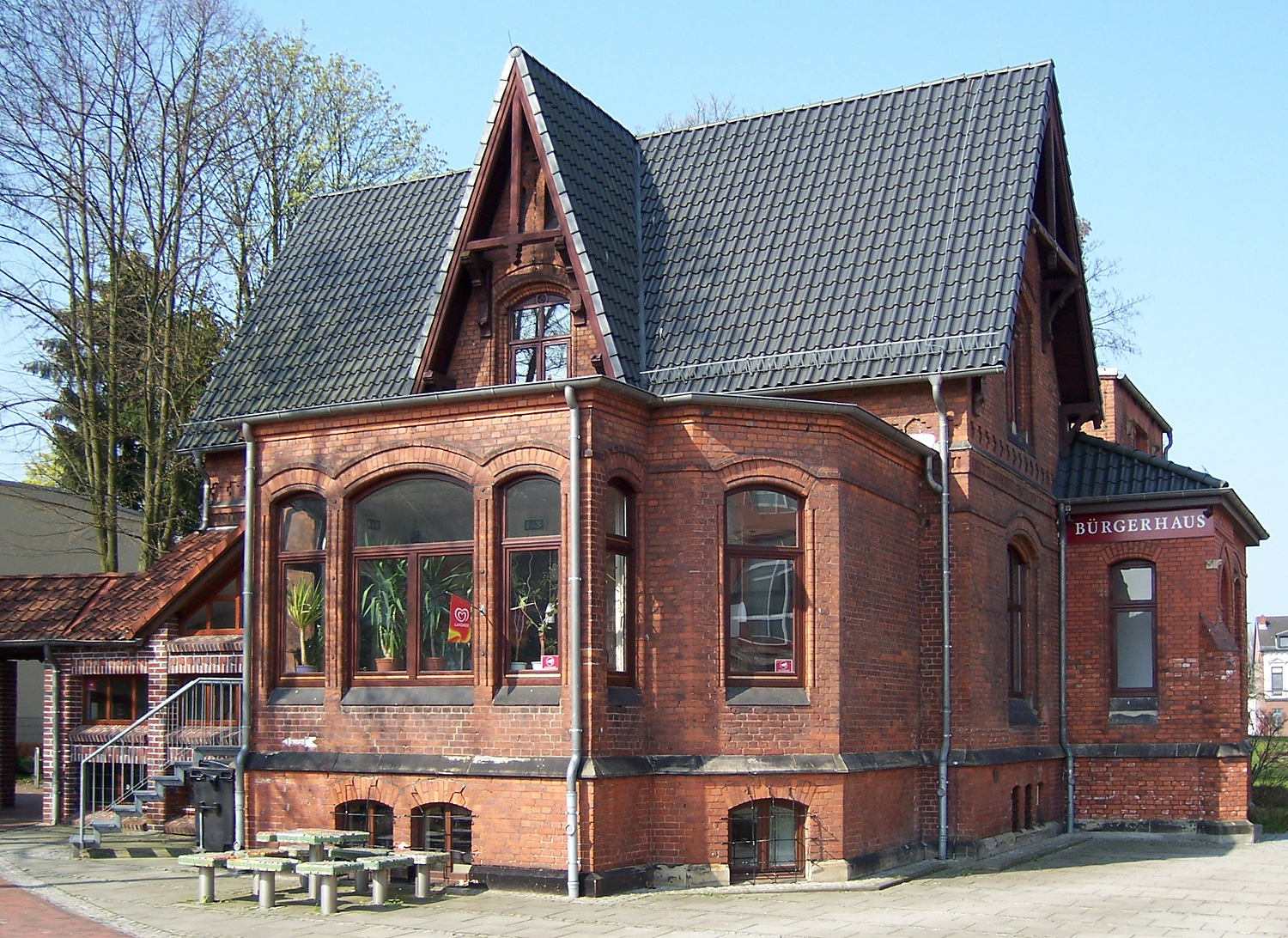
Alte Villa der Familie Wilkens, jetzt Bürgerhaus Hemelingen

### Familie
Wilkens war der Sohn des Goldschmiedemeister und Unternehmers Martin Heinrich Wilkens. Der Vater hatte 1810 das Unternehmen in Bremen, in der Altstadt aufgebaut, das später als Silberwarenfabrik Wilkens & Söhne bekannt wurde.
Er war verheiratet mit Minna Wilkens geb. Stork, die sich engagiert für Hemelingen eingesetzt hat, in dem sie 1880 das Alte Pfleghaus an der Christernstraße und 1895 das frühere Krankenhaus Christernstraße unterstützte. Beide hatten neun Kinder. Der Sohn Martin Wilkens (1850–1937) führte das Unternehmen nach ihm weiter.
Der Unternehmer, Politiker und Senator Martin-Heinrich Wilkens (1888–1966) war ein Urenkel vom Unternehmensgründer Martin Heinrich Wilkens und ein Enkel von Diedrich Wilkens. 
Das Familiengrab Wilkens liegt auf dem Friedhof Hemelingen.

### Ausbildung und Unternehmer
Der Sohn des Unternehmensgründers erwarb große Kenntnisse im technischen und kaufmännischen Bereich der Firma. Sein künstlerisch begabter Bruder Carl übernahm den Bereich als Graveur im väterlichen Unternehmen. Unter der Leitung von Diedrich Wilkens und nach dem Eintritt seiner Brüder Carl Philipp und Friedrich Wilhelm in die Silberwarenfabrik hatte die Firma einen großen Aufschwung. Sie prägte Medaillen und Münzen, presste Halbfertigwaren und stellte Tafelsilber her. 1859 wurde die Besteckfabrikation und 1869 die gesamte Produktion in das damals zum Königreich Hannover gehörende Hemelingen verlegt, das zum Deutschen Zollverein gehörte, nicht hingegen Bremen. Wilkens zog 1861 von Bremen nach Hemelingen. Er setzte sich für die Entwicklung von Hemelingen nachhaltig ein.

### Ehrungen
- Die Diedrich-Wilkens-Straße in Bremen-Hemelingen wurde nach ihm benannt.